# Gianni Versace
Giovanni Maria Versace (ur. 2 grudnia 1946 w Reggio Calabria we Włoszech, zm. 15 lipca 1997 w Miami Beach na Florydzie) – włoski prekursor i kreator mody, założyciel domu mody Versace. Okazjonalnie również kostiumograf filmowy.

## Życiorys

### Wczesne lata
Urodził się w Reggio Calabria, na południu Włoch, jako trzecie z czworga dzieci. Jego matka, Francesca, była krawcową i właścicielką sklepu z odzieżą, a jego ojciec, Antonio, był sprzedawcą węgla. Miał starszego brata Santo Domenico (ur. 1944) oraz dwie siostry – Tinę, która zmarła w wieku 12 lat z powodu nieprawidłowo leczonego zakażenia tężcem, i Donatellę Francescę (ur. 1955), która była jego największą muzą i krytykiem.
Versace był pod silnym wpływem historii starożytnej Grecji, która dominowała w historycznym krajobrazie jego miejsca urodzenia. Uczęszczał do Liceo Classico Tommaso Campanella, gdzie uczył się łaciny i starożytnej greki. Był również pod wpływem Andy’ego Warhola.

### Kariera
Uczył się fachu w młodym wieku, w szwalni swojej matki. Szycia nauczył się robiąc szmaciane lalki ze skrawków materiału znalezionych na podłodze pracowni. W 1955, w wieku dziewięciu lat zaprojektował pierwszą sukienkę. Studiował architekturę, zanim przeniósł się do Mediolanu w wieku 26 lat, aby pracować jako projektant mody, tworząc pierwsze kolekcje dla Genny (Ancona) i Callaghan (Novara).
Po otwarciu swojego butiku w Mediolanie w 1972, Versace szybko stał się sensacją na międzynarodowej scenie modowej. Jego projekty wykorzystywały żywe kolory, odważne nadruki i seksowne kroje, co stanowiło kontrast do dominującego gustu w stonowanych kolorach i prostocie. Jego estetyczny „połączony luksusowy klasycyzm z jawną seksualnością” oprócz pochwały wzbudził wiele krytyki. Jego powiedzenie: „Nie wierzę w dobry gust”, znalazło odzwierciedlenie w jego „bezczelnym sprzeciwie zasadom mody” i odnosiło się do rywalizacji Versace z Giorgio Armanim – „Armani ubiera żonę, Versace ubiera kochankę”.
W 1973 został projektantem „Byblos”, młodzieńczej linii Genny. Po współpracy z Florentine Flowers Gianni zaczął pracować jako freelancer m.in. dla De Parisini oraz kilku innych sławnych w północnych Włoszech przedsiębiorstw. W 1974 zaprojektował kolekcję dla Alma (przedsiębiorstwo z siedzibą blisko Mediolanu). Rok 1974 był bardzo ważny w karierze projektanta – w tym właśnie roku pojawia się pierwsza całkowicie samodzielna linia Complice. W 1975 Versace zaprezentował swoją pierwszą kolekcję odzieży skórzanej, stworzoną dla firmy Complice. 28 marca 1978 w mediolańskiej Galerii Sztuki Palazzo della Permanente zaprezentował swoją pierwszą sygnowaną kolekcję dla kobiet jesień/zima pod własną marką Versace, a we wrześniu tego samego roku pokazał pierwszą kolekcję męską w showroomie przy Via Spiga.
W 1978 został otwarty pierwszy sklep z prezentacjami w Mediolanie – Via della Spiga. Po sukcesie pierwszych kolekcji, marka Versace stała się jedną z najważniejszych marek w świecie mody. Wprowadził metalowe elementy, które później były specyficznym elementem własnej marki. Charakterystycznymi elementami wizualnymi stała się głowa Meduzy i grecki ornament o nazwie meandr.
Kolekcje Versace prezentowały między innymi Linda Evangelista, Naomi Campbell, Claudia Schiffer, Yasmeen Ghauri, Christy Turlington, Stephanie Seymour, Cindy Crawford, Lisa Marie Presley, Helena Christensen i Kate Moss. Versace zawsze korzystał z najbardziej znanych fotografów, takich jak Richard Avedon, Bruce Weber i Steven Meisel. W 1979 Versace rozpoczął owocną współpracę z amerykańskim fotografem Richardem Avedonem. W 1982 zdobył Złote Oko, jako najlepszy stylista w jesienno-zimowej kolekcji dla kobiet.
Jednocześnie podjął współpracę z La Scala w Mediolanie, produkując kostiumy do baletu Legenda o Józefie Richarda Straussa. Stworzył kostiumy do Don Pasquale (1980) Gaetana Donizettiego, Dionysos Suite (1980) Maurice’a Béjarta i Lieb und Leid (1983) Gustava Mahlera. Projektował kostiumy dla Eltona Johna, Madonny i Tiny Turner.
W 1997 wystąpił w filmie Spice World.

## Życie prywatne

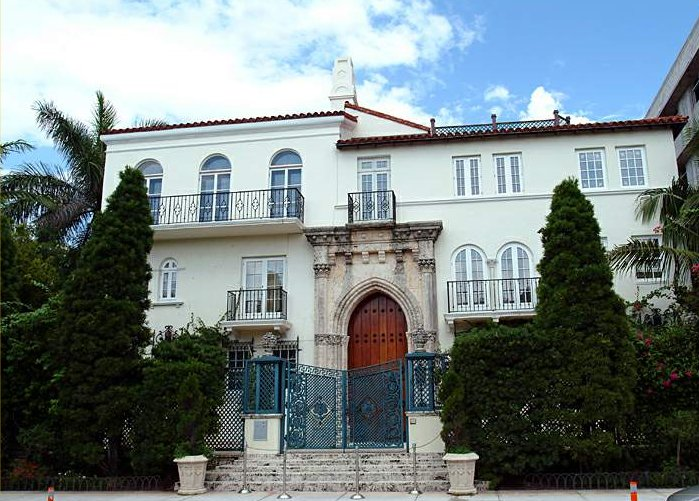
Willa Versace w Miami

Prywatnie był osobą homoseksualną. Od roku 1982 aż do śmierci jego życiowym partnerem był model Antonio D’Amico.
15 lipca 1997 Gianni Versace został zastrzelony na schodach własnego domu w Miami Beach, gdy wrócił ze zwykłego porannego spaceru po klifie w Ocean Drive na Florydzie. Zabójcą był Andrew Cunanan, seryjny zabójca, który po 8 dniach popełnił samobójstwo, a jego ciało znaleziono na łodzi. Policja ustaliła, że Cunanan zastrzelił się przy użyciu tej samej broni, którą zabił Gianniego Versace.
Prochy Versace zostały złożone na cmentarzu w Moltrasio nad jeziorem Como we Włoszech.
Elton John zadedykował projektantowi wydany w 1997 roku album The Big Picture.
Na mocy testamentu siostrzenica Gianniego Versace – Allegra Versace stała się spadkobierczynią 50% imperium mody. Allegra przejęła w ten sposób przypuszczalnie ok. pół miliarda dolarów.

## Portret w mediach
W 1998 Menahem Golan zrealizował dramat kryminalny Śmierć Gianniego Versace (The Versace Murder) z udziałem Franca Nero w roli tytułowej, Mattem Servitto (jako David Madson) i Stevenem Bauerem (jako agent FBI John Jacoby).
W 2018 powstał serial FX The Assassination of Gianni Versace: American Crime Story, w którym wystąpili: Édgar Ramírez (Gianni Versace), Ricky Martin (Antonio D’Amico), Darren Criss (Andrew Cunanan), Penélope Cruz (Donatella Versace) i Finn Wittrock (Jeff Trail).
W 2019 nagrano film dokumentalny Seeing Beauty: Gianni Versace’s Miami Beach Palazzo.

## Filmografia
- A Life Less Swagy (1997, film)
- Ballet for Selena (1997, balet)
- VH1 Fashion Awards (1997, Tv)
- The Pled (1996, film)
- John Baylor Time (1996, film)
- Shakespeare Shorts (1996, serial TV)
- Sędzia Dredd (Judge Dredd, 1995, film)
- Magic of David Copperfield XVI: Unexplained Forces (1995, TV)
- Showgirls (1995, film)
- Ślicznotki (To Wong Foo, Thanks for Everything! Julie Newmar, 1995)
- Kika (1993, film)
- Urodzeni wczoraj (Born Yesterday, 1993, film)
- Cin Cin (1992, film)
- Była sobie zbrodnia (Once Upon a Crime, 1992, film)
- Vacanze di Natale (1991, film)
- Crystal or Ash, Fire or Wind, as Long as It’s Love (1989, film)
- 24 Nights (1991, koncert film)
- Wygrać ze śmiercią (Hard to Kill, 1990, film)
- Policjanci z Miami (Miami Vice, 1989, serial TV)
- Zabójstwo Versace (2018, serial Netflix)